# Hoplitis homalocera
{{Bảng phân loại
| name = Hoplitis homalocera
| image =
| image caption =
| regnum = Animalia 
| phylum = Arthropoda 
| classis = Insecta 
| ordo = Hymenoptera
| familia = Megachilidae
| subfamilia = Megachilinae
| tribus = Osmiini
| genus = Hoplitis
| species = H. homalocera
| binomial = Hoplitis homalocera
| binomial_authority = van der Zanden, 1991
| species = H. homalocera là một loài Hymenoptera trong họ Megachilidae. Loài này được van der Zanden mô tả khoa học năm 1991.